# Peristedion liorhynchus
Peristedion liorhynchus és una espècie de peix pertanyent a la família dels peristèdids.

## Descripció
- Fa 40 cm de llargària màxima.
- És sobretot de color vermell terrós amb un marge fosc a les aletes dorsals i una franja a l'aleta pectoral.[6][7]

## Hàbitat
És un peix marí i batidemersal que viu entre 140 i 380 m de fondària.

## Distribució geogràfica
Es troba des de la badia de Tosa (el Japó) fins al mar de Cèlebes. També és present a Indonèsia, el nord-oest d'Austràlia, Nova Caledònia, les Filipines i Guam.

## Observacions
És inofensiu per als humans.